# What Hurts the Most (versión de Cascada)
«What Hurts the Most» es el primer sencillo que se desprende del segundo álbum de Cascada, Perfect Day el mismo consiste en un sonido pop-dance.

## Vídeo musical
En el vídeo además podemos ver a Horler en un sillón llorando por el hombre que la dejó, cuando de pronto se habré la puerta comienza a entrar gente y la escena cambia a una fiesta en la casa, también se ven unas escenas de Natalie tatuándose un corazón en la espalda, en el vídeo luce una estética muy rock pero a la vez la energía de la reina del dance music, luego se ve una imagen de Natalie y el hombre de cual se pregunta ¿que nos dolió más?, divididos por una pared. Al final cuando ella ya lo olvida y deja de llorar por el hombre, él se le aparece en la puerta la cual ella cierra y termina con una pequeña risa de Natalie.

## Posicionamiento en listas
| País            | Listas (2007/2008)               | Mejor posición |
| --------------- | -------------------------------- | -------------- |
| Australia       | Australian ARIA Singles Chart    | 63             |
| Austria         | Austrian Singles Chart           | 3              |
| Canadá          | Canadian Hot 100                 | 54             |
| República Checa | Czech Airplay Chart              | 25             |
| Países Bajos    | Dutch Single Top 100             | 35             |
| Países Bajos    | Dutch Top 40                     | 23             |
| Europa          | Eurochart Hot 100 Singles        | 8              |
| Finlandia       | Finland Singles Top 20           | 18             |
| Francia         | France Singles Chart             | 2              |
| Alemania        | German Singles Chart             | 9              |
|                 | Global Dance Tracks              | 4              |
| Hungría         | Hungary Dance Top 40             | 40             |
| Irlanda         | Irish Singles Chart              | 6              |
| Eslovaquia      | Slovakia Singles Chart           | 85             |
| Suecia          | Swedish Singles Chart            | 5              |
| Reino Unido     | UK Singles Chart                 | 10             |
| Estados Unidos  | U.S. Billboard Hot 100           | 52             |
| Estados Unidos  | U.S. Billboard Pop 100           | 28             |
| Estados Unidos  | U.S. Billboard Hot Dance Airplay | 1              |
| Letonia         | Latvia Chart                     | 3              |

## Remixes
Es un álbum remix. lazando el 4 de enero de 2008 por Zeitgeist (Universal)es un género eurodance.
- What Hurts The Most (Club Mix) (5:07)
- What Hurts The Most (Topmodelz Remix) (5:30)
- What Hurts The Most (2-4 Grooves Remix) (6:47)
- What Hurts The Most (Spencer & Hill Remix) (6:56)
- What Hurts The Most (Yanou's Candlelight Mix) (3:53)
- What Hurts The Most (Topmodelz Remix Edit) (3:48)
- What Hurts The Most (Darren Styles Mix) (4:11)
- What Hurts The Most (Ultrabeat Remix) (4:51)